# 布泰尼鄉
46°19′01″N 22°07′01″E / 46.317°N 22.117°E
布泰尼鄉（羅馬尼亞語：Comuna Buteni, Arad），是羅馬尼亞的鄉份，位於該國西部，由阿拉德縣負責管轄，面積97平方公里，海拔高度162米，2011年人口3,403，人口密度每平方公里36人。